# Methanosarcina barkeri
 Methanosarcina barkeri es la especie de arquea más conocida  dentro del género Methanosarcina, y sus propiedades generalmente se aplican a todo el género. Methanosarcina barkeri es capaz de producir metano anaeróbicamente mediante diferentes rutas metabólicas. M. barkeri puede utilizar diferentes moléculas para la producción de ATP, incluyendo metanol, acetato, metilaminas y diferentes formas de dióxidos de hidrógeno y carbono.